# Johann Peter Süßmilch
Johann Peter Süßmilch (* 3. September 1707 in Zehlendorf bei Berlin; † 22. März 1767 in Berlin) war ein deutscher, evangelischer Pfarrer, Oberkonsistorialrat, (epidemiologischer) Statistiker und Demograph. Er gilt als Wegbereiter der Bevölkerungsstatistik und medizinischen Statistik in Deutschland.

## Leben

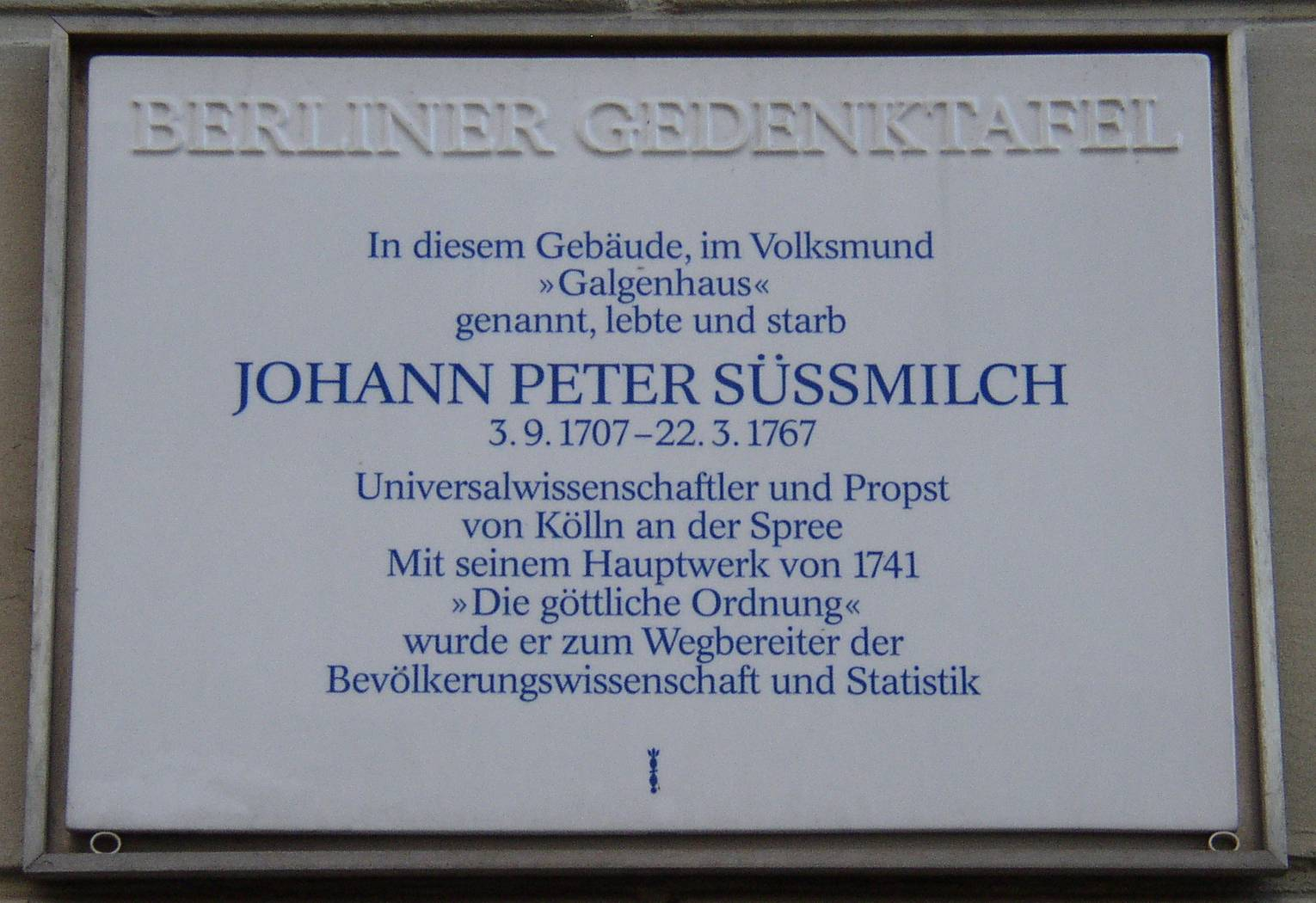
Berliner Gedenktafel in Berlin-Mitte (Brüderstraße 10)

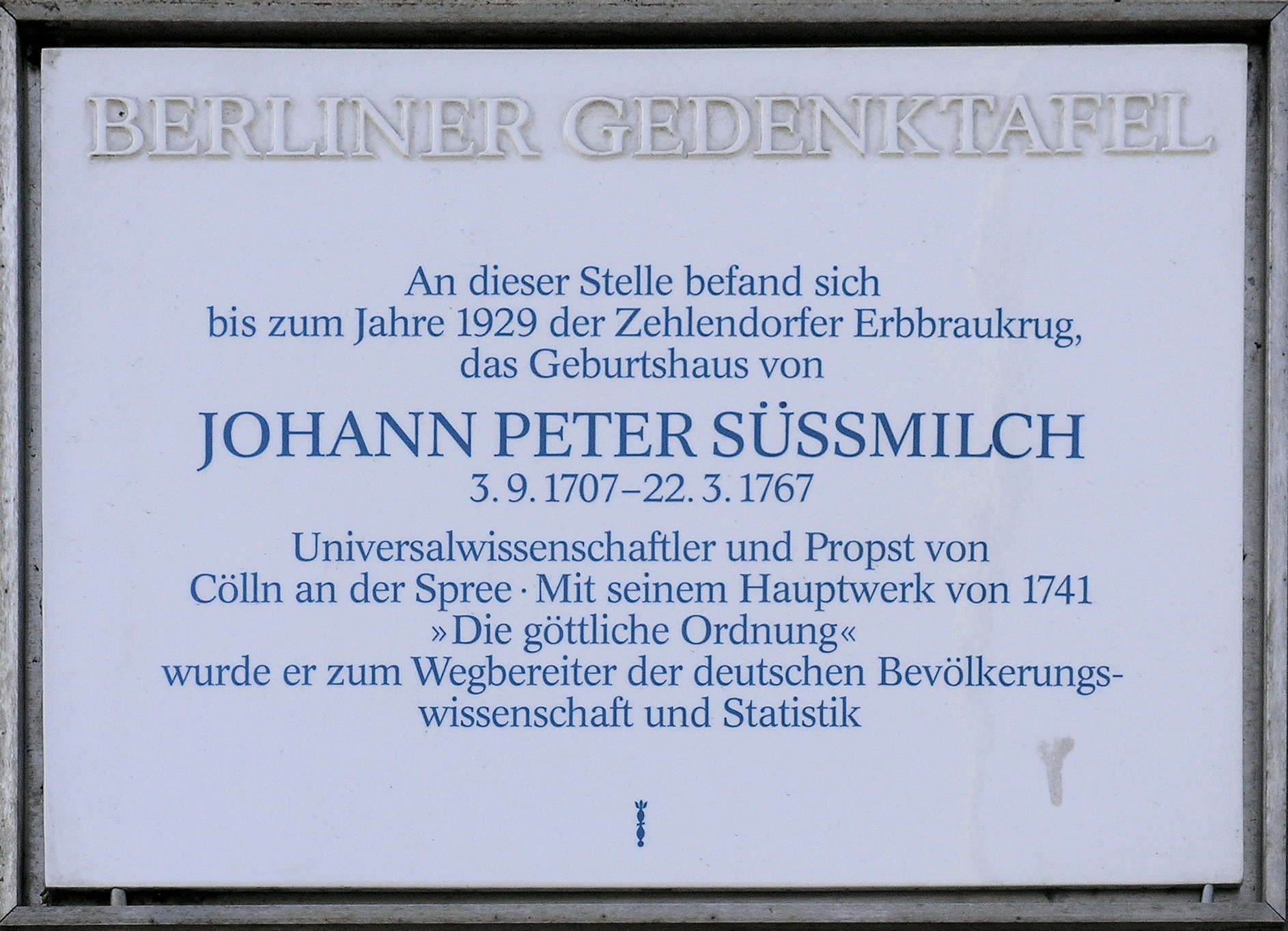
Berliner Gedenktafel in Berlin-Zehlendorf (Berliner Straße 2)

Johann Peter Süßmilch, Sohn des Erbkrügers Elias Süßmilch, studierte nach dem Schulabschluss in Jena und Halle Jura, Medizin und Theologie. Im Jahr 1741 diente er als Feldprediger im Ersten Schlesischen Krieg. Am Sonntag, den 13. August 1741, hielt der aus dem Krieg zurückgekehrte Süßmilch seine Antrittspredigt als Gemeindepfarrer von Etzin und deren Filialgemeinde in Knoblauch. Danach tat er ab 1742 Dienst als Propst und Oberkonsistorialrat in Berlin-Cölln (St.-Petri-Gemeinde) und wurde 1745 Mitglied der Königlich-Preußischen Akademie der Wissenschaften. Er hatte Kontakte zu Gotthold Ephraim Lessing und Immanuel Kant.
Johann Peter Süßmilchs Hauptwerk Die Göttliche Ordnung in den Veränderungen des menschlichen Geschlechts, aus der Geburt, dem Tode und der Fortpflanzung desselben erwiesen, welches er 1741 verfasste, gilt als wegbereitendes und bahnbrechendes Werk in der Geschichte der Bevölkerungsstatistik, mit dem er sich den Ruf des Vaters der deutschen Statistik und Demografie erwarb. In diesem Buch versucht Süßmilch durch den Nachweis der Konstanz massenstatistischer Merkmale als Ausdruck des Willens Gottes der Bevölkerung einen Nachweis für dessen Existenz zu liefern. Er selbst verweist in seinem Werk auf Kaspar Neumanns Arbeiten, in denen dieser bereits in den Jahren 1687 bis 1691 in Breslau monatlich eine Liste der Gestorbenen ausgegeben und darin Alter und Todesursache vermerkt hatte.

## Schriften (Auswahl)
- Die königliche Residenz Berlin und die Mark Brandenburg im 18. Jahrhundert. Schriften und Briefe. Hrsg. Jürgen Wilke. Berlin: Akademie Verlag 1994. ISBN 3-05-000232-8
- Der Königl. Residentz Berlin schneller Wachsthum und Erbauung, 1752 (Digitalisat)
- Die göttliche Ordnung in den Veränderungen des menschlichen Geschlechts aus der Geburt, dem Tode und der Fortpflanzung desselben, Verlag Daniel August Gohls, Berlin 1741 (richtig 1742; Digitalisat), 2. Aufl. (in 2 Teilen), Verlag des Buchladens der Realschule, Berlin 1761–1762 (Digitalisat: Teil 1, Teil 2)
- Versuch eines Beweises, daß die erste Sprache ihren Ursprung nicht vom Menschen, sondern allein vom Schöpfer erhalten habe, 1756
- Die Freude über die Güte und Hülfe Gottes, wurde an dem Dank- und Sieges-Feste, wegen des am 5ten November 1757, bey Freyburg denen Königlich-Preußischen Waffen … verliehenen höchstwichtigen Sieges, Grynäus und Decker, Berlin 1757 (Digitalisat)